# Andrij Jakovlev
Andrij Valentynovyč Jakovlev (ukrajinsky Андрій Валентинович Яковлєв; * 20. února 1989, Charkov) je ukrajinský fotbalový záložník, od roku 2013 bez angažmá.

## Fotbalová kariéra
Svoji fotbalovou kariéru začal v FK Šachtar Doněck. Mezi jeho další angažmá patří: FC Stal Kamjanske, JFK Olimps, Nasaf Qarshi, FC Poltava a Tatran Prešov